# Rammstein
Rammstein là một ban industrial metal nổi tiếng của Đức.
Rammstein là một ban nhạc Đức, thuộc thể loại Neue Deutsche Härte ("New German Hardness"), được thành lập tại Berlin vào năm 1994. Trước khi thành lập, một số thành viên trong ban nhạc là thành viên cũ trong các ban nhạc punk rock Feeling B và First Arsch.
Rammstein là một trong những ban nhạc đầu tiên nổi lên trong thể loại Neue Deutsche Härte, với album đầu tay đã khiến báo chí âm nhạc đưa ra thuật ngữ này và phong cách âm nhạc của họ nhìn chung cũng nhận được sự đón nhận tích cực từ các nhà phê bình âm nhạc. Về mặt thương mại, ban nhạc đã rất thành công, có nhiều album dẫn đầu cũng như chứng nhận vàng và bạch kim ở các quốc gia trên thế giới. Các buổi biểu diễn trực tiếp hoành tráng, thường có pháo hoa, đã góp phần làm tăng mức độ nổi tiếng của họ. Mặc dù thành công, ban nhạc cũng hứng chịu một số tranh cãi với hình ảnh tổng thể bị chỉ trích.
Mặc dù phần lớn các bài hát của Rammstein được viết bằng tiếng Đức, nhưng danh tiếng của nhóm vẫn vượt xa ra ngoài làng nhạc nước nhà. Rammstein thâm nhập thành công vào thị trường phương Tây (đặc biệt là châu Âu) và cả một số nước châu Á.

## Thành viên
Rammstein là một trong những nhóm rock có đội hình ổn định nhất thế giới. Đội hình của nhóm đã không đổi từ khi thành lập đến nay. Hầu như tất cả các thành viên trong ban nhạc đều tôn trọng nhau, kể cả khi lập ra dự án solo như Emigrate của Richard Kruspe, hoặc Lindemann của Till.
- Till Lindemann (4.1 1963, Leipzig, CHDC Đức)
- Richard Zven Kruspe (24.6 1967, Wittenberge, CHDC Đức)
- Paul Landers (9.12 1964, Berlin, CHDC Đức)
- Oliver Riedel (11.4 1971, Schwerin, CHDC Đức)
- Christoph Schneider (11.5 1966, Berlin, CHDC Đức)
- Christian „Flake" Lorenz (16.11 1966, Berlin, CHDC Đức)

## Album
- Herzeleid (Motor Music, 25.9 1995)
- Sehnsucht (Motor Music, 22.8 1997)
- Live aus Berlin (Motor Music, 31.8 1999)
- Mutter (Motor Music, 2.4 2001)
- Reise, Reise (Universal Music, 27.9 2004)
- Rosenrot (Universal Music, 28.10 2005)
- Völkerball (Universal Music, 17.11 2006)
- Kein Engel (15.2.2007)
- Liebe ist für alle da (Universal Music, 16.10.2009)
- Made in Germany 1995–2011 (Universal Music, 12. 2011)
- Rammstein (Universal Music, 17.5.2019)
- Zeit (Universal Music, 29.4.2022)

## Video
- Live aus Berlin (VHS) (Motor Music, 13.9 1999)
- Live aus Berlin (DVD) (Motor Music, 26.11 1999)
- Lichtspielhaus (DVD) (Motor Music, 1.12 2003)
- Völkerball (DVD) (Universal, 17.11 2006)